# Kandahar
Kandahār, hay Qandahār, (tiếng Pashto: کندهار; tiếng Ba Tư: قندهار) là thành phố lớn thứ hai của Afghanistan, với dân số 450.300 người (theo con số ước tính năm 2006). Đây là thủ phủ của tỉnh Kandahar nằm bên sông Arghandab, có độ cao khoảng 3.297 foot (1.005 m) trên mực nước biển. Thành phố này được nối bằng các xa lộ với Herat về phía tây, Ghazni và Kabul về phía đông, Tarin Kowt về phía bắc, và Quetta ở Pakistan về phía nam.
Kandahar là một trung tâm lớn về mua bán cừu, lông cừu, bông vải, lụa, nỉ, ngũ cốc, trái cây tươi và trái cây khô và thuốc lá. Khu vực này sản xuất các loại trái cây ngon, đặc biệt là quả lựu và nho. Thành phố có những nhà máy đóng hộp, sấy khô trái cây. Kandahar có một sân bay quốc tế. Cùng với Peshawar ở Pakistan, Kandahar là thành phố chính của người Pashtun.
Alexandros Đại Đế đã thành lập Kandahar vào thế kỷ thứ 4 và đặt tên nó là Alexandria, một tên phổ biến đặt cho các thành phố mà ông đã phát hiện ra trong các chuyến chinh phục của mình. Nhiều đế chế đã đánh nhau để tranh giành thành phố này do vị trí chiến lược của nó dọc theo các con đường giao thương của Nam và Trung Á. Năm 1748, Ahmad Shah Durrani, người sáng lập ra Đế quốc Durrani (Đế quốc Afghan), đã chọn Kandahar làm thủ đô của Afghanistan.

## Khí hậu
| Dữ liệu khí hậu của Kandahar (1964–1983) | Dữ liệu khí hậu của Kandahar (1964–1983) | Dữ liệu khí hậu của Kandahar (1964–1983) | Dữ liệu khí hậu của Kandahar (1964–1983) | Dữ liệu khí hậu của Kandahar (1964–1983) | Dữ liệu khí hậu của Kandahar (1964–1983) | Dữ liệu khí hậu của Kandahar (1964–1983) | Dữ liệu khí hậu của Kandahar (1964–1983) | Dữ liệu khí hậu của Kandahar (1964–1983) | Dữ liệu khí hậu của Kandahar (1964–1983) | Dữ liệu khí hậu của Kandahar (1964–1983) | Dữ liệu khí hậu của Kandahar (1964–1983) | Dữ liệu khí hậu của Kandahar (1964–1983) | Dữ liệu khí hậu của Kandahar (1964–1983) |
| Tháng                                    | 1                                        | 2                                        | 3                                        | 4                                        | 5                                        | 6                                        | 7                                        | 8                                        | 9                                        | 10                                       | 11                                       | 12                                       | Năm                                      |
| ---------------------------------------- | ---------------------------------------- | ---------------------------------------- | ---------------------------------------- | ---------------------------------------- | ---------------------------------------- | ---------------------------------------- | ---------------------------------------- | ---------------------------------------- | ---------------------------------------- | ---------------------------------------- | ---------------------------------------- | ---------------------------------------- | ---------------------------------------- |
| Cao kỉ lục °C (°F)                       | 25.0 (77.0)                              | 26.0 (78.8)                              | 36.5 (97.7)                              | 37.1 (98.8)                              | 43.0 (109.4)                             | 45.0 (113.0)                             | 46.5 (115.7)                             | 44.5 (112.1)                             | 41.0 (105.8)                             | 37.5 (99.5)                              | 31.5 (88.7)                              | 26.0 (78.8)                              | 46.5 (115.7)                             |
| Trung bình ngày tối đa °C (°F)           | 12.2 (54.0)                              | 14.8 (58.6)                              | 21.6 (70.9)                              | 28.1 (82.6)                              | 34.1 (93.4)                              | 39.1 (102.4)                             | 40.2 (104.4)                             | 38.2 (100.8)                             | 34.0 (93.2)                              | 27.5 (81.5)                              | 21.0 (69.8)                              | 15.4 (59.7)                              | 27.2 (81.0)                              |
| Trung bình ngày °C (°F)                  | 5.1 (41.2)                               | 7.8 (46.0)                               | 13.9 (57.0)                              | 20.2 (68.4)                              | 25.4 (77.7)                              | 30.0 (86.0)                              | 31.9 (89.4)                              | 29.4 (84.9)                              | 23.5 (74.3)                              | 17.5 (63.5)                              | 11.0 (51.8)                              | 7.3 (45.1)                               | 18.6 (65.4)                              |
| Tối thiểu trung bình ngày °C (°F)        | 0.0 (32.0)                               | 2.4 (36.3)                               | 7.1 (44.8)                               | 12.3 (54.1)                              | 15.8 (60.4)                              | 19.5 (67.1)                              | 22.5 (72.5)                              | 20.0 (68.0)                              | 13.5 (56.3)                              | 8.5 (47.3)                               | 3.3 (37.9)                               | 1.0 (33.8)                               | 10.5 (50.9)                              |
| Thấp kỉ lục °C (°F)                      | −12.1 (10.2)                             | −10.0 (14.0)                             | −4.8 (23.4)                              | 2.0 (35.6)                               | 2.4 (36.3)                               | 8.5 (47.3)                               | 13.5 (56.3)                              | 9.0 (48.2)                               | 5.2 (41.4)                               | −2.2 (28.0)                              | −9.3 (15.3)                              | −11.4 (11.5)                             | −12.1 (10.2)                             |
| Lượng Giáng thủy trung bình mm (inches)  | 54.0 (2.13)                              | 42.0 (1.65)                              | 41.1 (1.62)                              | 18.7 (0.74)                              | 2.2 (0.09)                               | 0 (0)                                    | 2.3 (0.09)                               | 1.0 (0.04)                               | 0 (0)                                    | 2.3 (0.09)                               | 7.0 (0.28)                               | 20.0 (0.79)                              | 190.6 (7.52)                             |
| Số ngày giáng thủy trung bình            | 6                                        | 6                                        | 6                                        | 4                                        | 1                                        | 0                                        | 0                                        | 0                                        | 0                                        | 1                                        | 2                                        | 3                                        | 29                                       |
| Độ ẩm tương đối trung bình (%)           | 58                                       | 59                                       | 50                                       | 41                                       | 30                                       | 23                                       | 25                                       | 25                                       | 24                                       | 29                                       | 40                                       | 52                                       | 38                                       |
| Số giờ nắng trung bình tháng             | 198.4                                    | 183.6                                    | 235.6                                    | 255.0                                    | 347.2                                    | 369.0                                    | 341.0                                    | 337.9                                    | 324.0                                    | 306.9                                    | 264.0                                    | 217.0                                    | 3.379,6                                  |
| Nguồn: NOAA (1964–1983)                  |                                          |                                          |                                          |                                          |                                          |                                          |                                          |                                          |                                          |                                          |                                          |                                          |                                          |